# Vespericola orius
Vespericola orius är en snäckart som först beskrevs av S. S. Berry 1933.  Vespericola orius ingår i släktet Vespericola och familjen Polygyridae. Inga underarter finns listade i Catalogue of Life.